# الجيش الأرميني السري لتحرير أرمينيا
الجيش الأرمني السري لتحرير أرمينيا ((بالأرمنية: Հայաստանի Ազատագրութեան Հայ Գաղտնի Բանակ, ՀԱՀԳԲ)‏ منظمة أرمينية مسلحة، لديها أيديولوجية ماركسية ومعادية للأتراك. تأسست عام 1975 إلى التسعينيات. ومع ذلك، يُزعم أن المجموعة تواصل عملياتها. بالرغم من أنها لم تشارك في الإرهاب العالمي كما فعلت في السبعينيات والتسعينيات. تم وصفها على أنها منظمة إرهابية من قبل بعض المصادر وكمنظمة تستخدم أسلوب حرب العصابات. كما أدرجتها الولايات المتحدة كمنظمة إرهابية في الثمانينيات.
كانت النية المعلنة للمنظمة هي «إجبار الحكومة التركية على الاعتراف علنًا بمسؤوليتها عن الإبادة الجماعية للأرمن في عام 1915، ودفع تعويضات، والتنازل عن الأراضي لصالح الدولة الأرمينية». كان الهدف الرئيسي للمنظمة هو إقامة أرمينيا العظمى التي تشمل الولايات الست للإمبراطورية العثمانية (أرمينيا الغربية) وأرمينيا السوفيتية. على الرغم من عدم التصديق على معاهدة سيفر مطلقًا، سعت المجموعة للمطالبة بالمنطقة (المسماة أرمينيا الويلسونية) التي وعد بها الرئيس الأمريكي وودرو ويلسون للأرمن في اتفاقية عام 1920.
تلقت المجموعة دعمًا سريًا كبيرًا من الشتات الأرمن في أوروبا والولايات المتحدة. كانت الجماعة تعاني من الانقسامات الداخلية، وكانت غير نشطة نسبيًا في التسعينيات، على الرغم من أنها نسبت لنفسها في عام 1991 هجومًا فاشلاً على السفير التركي في المجر. ووقع آخر هجوم للمنظمة في بروكسل عام 1997، حيث فجر مجموعة من المسلحين زعموا أنهم من الجيش السري لتحرير أرمينيا السفارة التركية في المدينة. ولم تنخرط المنظمة في أي نشاط عسكري منذ ذلك الحين. كانت شعارات الجماعة «"الكفاح المسلح والخط السياسي الصحيح هو الطريق إلى أرمينيا"» و«" يحيا التضامن الثوري للشعب المضطهد!"»
أسفرت هجمات واغتيالات «الجيش الأرميني السري» عن مقتل 46 شخصًا وجرح 299 آخرين. كما أعلنت المنظمة مسؤوليتها عن أكثر من 50 هجوماً بالقنابل.

## الأصول والتاريخ

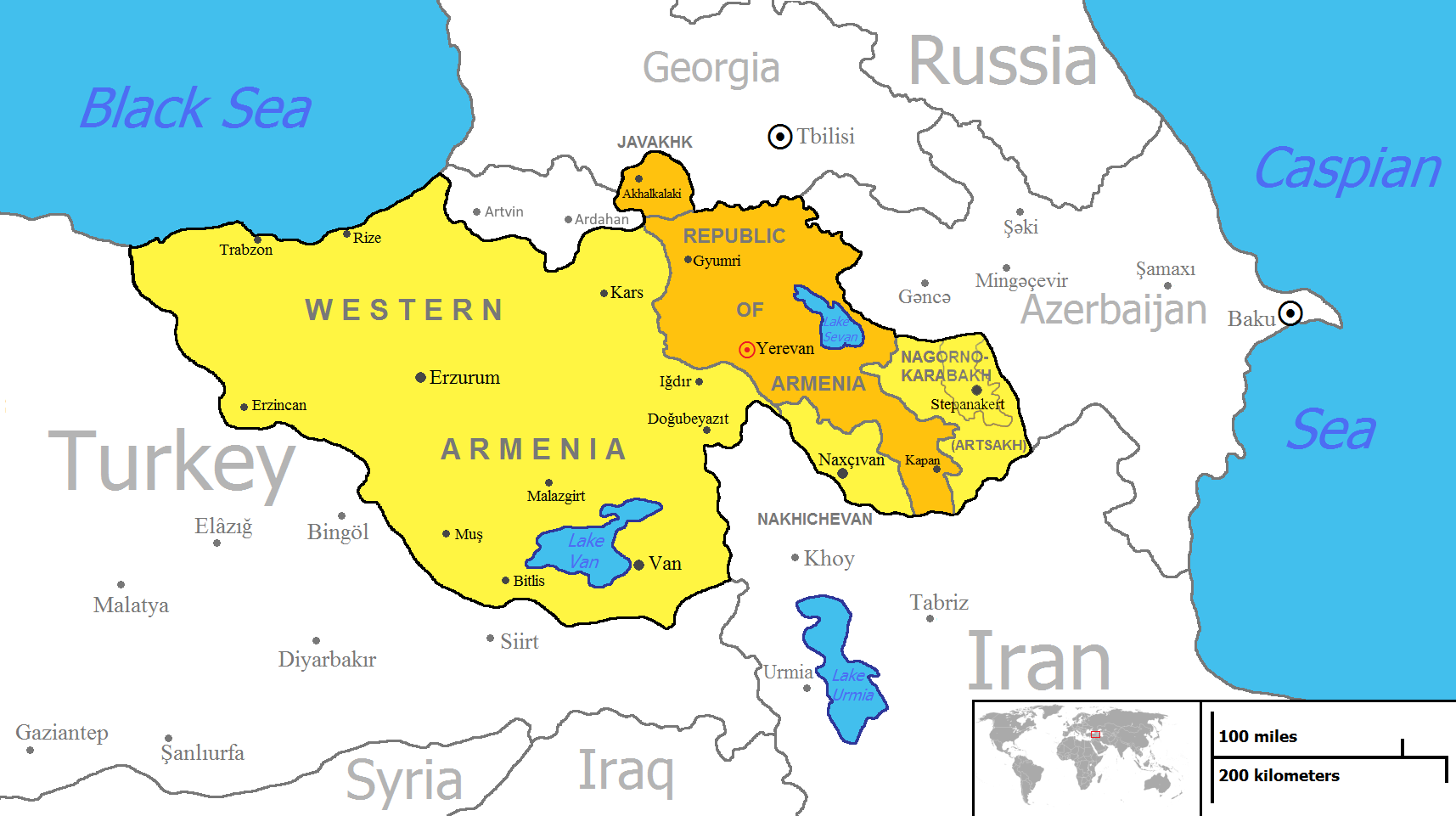
الأراضي التي يطالب بها الجيش السري لتحرير ارمينيا

مرت مائة عام منذ أن شرعت الإمبراطورية العثمانية في حملتها لإبادة سكانها الأرمن، الذين كانوا يتركزون إلى حد كبير في مقاطعاتها الشرقية، والتي كان يشار إليها في ذلك الوقت باسم أرمينيا الغربية. وجد الناجون من المذابح وحالات الحرمان التي شوهدت بشكل شائع في مسيرات الموت ملاذًا في بلدان أخرى في غرب آسيا، وكذلك في أوروبا الغربية وأمريكا الشمالية. في حين تم اغتيال القادة الرئيسيين للإبادة الجماعية في عشرينيات القرن الماضي من قبل الأرمن (انظر عملية Nemesis)، صرحت وريثة الإمبراطورية العثمانية، جمهورية تركيا، أن الإبادة الجماعية لم تحدث. وقامت بحملة نشطة ضد جميع المحاولات لنشر الأحداث وتحقيق الاعتراف في الغرب. وألقت باللوم على الأرمن في التحريض على العنف وزعمت أن الأرمن ذبحوا آلاف الأتراك، مما دفع ببدء عمليات ترحيلهم. في عام 1965، أَحْيا الأرمن في جميع أنحاء العالم علنًا بالذكرى السنوية الخمسين للإبادة وبدأوا في حملة من أجل الاعتراف العالمي. مع فشل المسيرات والمظاهرات السلمية في تحريك تركيا المتعنتة، سعى الجيل الأصغر من الأرمن، المستائين من إنكار تركيا وفشل جيل آبائهم في إحداث التغيير، إلى نهج جديدة لتحقيق الاعتراف والحصول على تعويضات.
في عام 1973، تم اغتيال دبلوماسيين أتراك في لوس أنجلوس على يد كوركين يانيجيان، وهو رجل مسن نجا من الإبادة الجماعية للأرمن. كان من الممكن نسيان هذا الحدث لولا بدء سلسلة من الأحداث التي حولته ومرتكبه إلى رمز يمثل نهاية مؤامرة الصمت التي أحاطت منذ عام 1915 بالإبادة الجماعية للأرمن. تأسس «الجيش السري لتحرير ارمينيا» في عام 1975 (في الذكرى الـ 60 للإبادة الجماعية الأرمنية) في بيروت، خلال الحرب الأهلية اللبنانية من قبل هاغوب هاجوبيان، القس جيمس كارنوسيان وكيفورك أجيميان،، بمساعدة منالفلسطينيين المتعاطفين. شخصية رئيسية أخرى في تأسيس «الجيش السري» كان هاكوب داركجيان، الذي كان ساهم بقوة في العمليات السابقة للمنظمة. ترأس داركجيان المجموعة لفترة من الزمن بين 1976 و 1977 عندما كان هاجوبيان غير قادر على القيادة بسبب الإصابات التي لحقت به جراء مساعدته للفلسطينيين. في البداية، حمل «الجيش الأرميني السري لتحرير أرمينيا» اسم «مجموعة السجين كوركين يانيكيان». تتكون المنظمة في المقام الأول من الأرمن اللبنانيين المولودين في الشتات (الذين كان آباؤهم أو أجدادهم من الناجين من الإبادة الجماعية)، اتبعت المنظمة نموذجًا نظريًا قائمًا على الأيديولوجية اليسارية. انتقدت «المنظمة» أسلافها السياسيين وأحزاب الشتات واتهمتهم بالفشل في التعامل مع مشاكل الشعب الأرمني. كانت قمة هيكل المجموعة هي القيادة العامة لشعب أرمينيا.
كانت أنشطة المجموعة في الأساس عبارة عن عمليات اغتيال لدبلوماسيين وسياسيين أتراك في أوروبا الغربية والولايات المتحدة وغرب آسيا. كانت عمليتهم الأولى المعترف بها هي اغتيال الدبلوماسي التركي دانيش توناليجيل في فيينا في 22 أكتوبر 1975. أسفر الهجوم الفاشل في جنيف في 3 أكتوبر 1980، والذي أصيب فيه اثنان من المقاتلين الأرمن، عن لقب جديد للمجموعة، منظمة 3 أكتوبر. تم نشر بيان «الجيش الأرميني السري لتحرير أرمينيا» المؤلف من ثماني نقاط في عام 1981.
الجيش السري لتحرير أرمينيا، الذي تدرب في معسكرات منظمة التحرير الفلسطينية في بيروت، هي أشهر الجماعات المسلحة المسؤولة عن اغتيال 36 دبلوماسيًا تركيًا على الأقل. منذ عام 1975، تم استهداف عشرات الدبلوماسيين الأتراك أو أفراد عائلاتهم في عشرات من الهجمات، مما أدى إلى وصول الانتقام الأرمني، بالإضافة إلى خلفية النضال الأرمني، إلى الصحافة العالمية. هذه العمليات، نجحت في إيصال الإبادة الجماعية للأرمن إلى صدارة الوعي الدولي.

## الأهداف السياسية

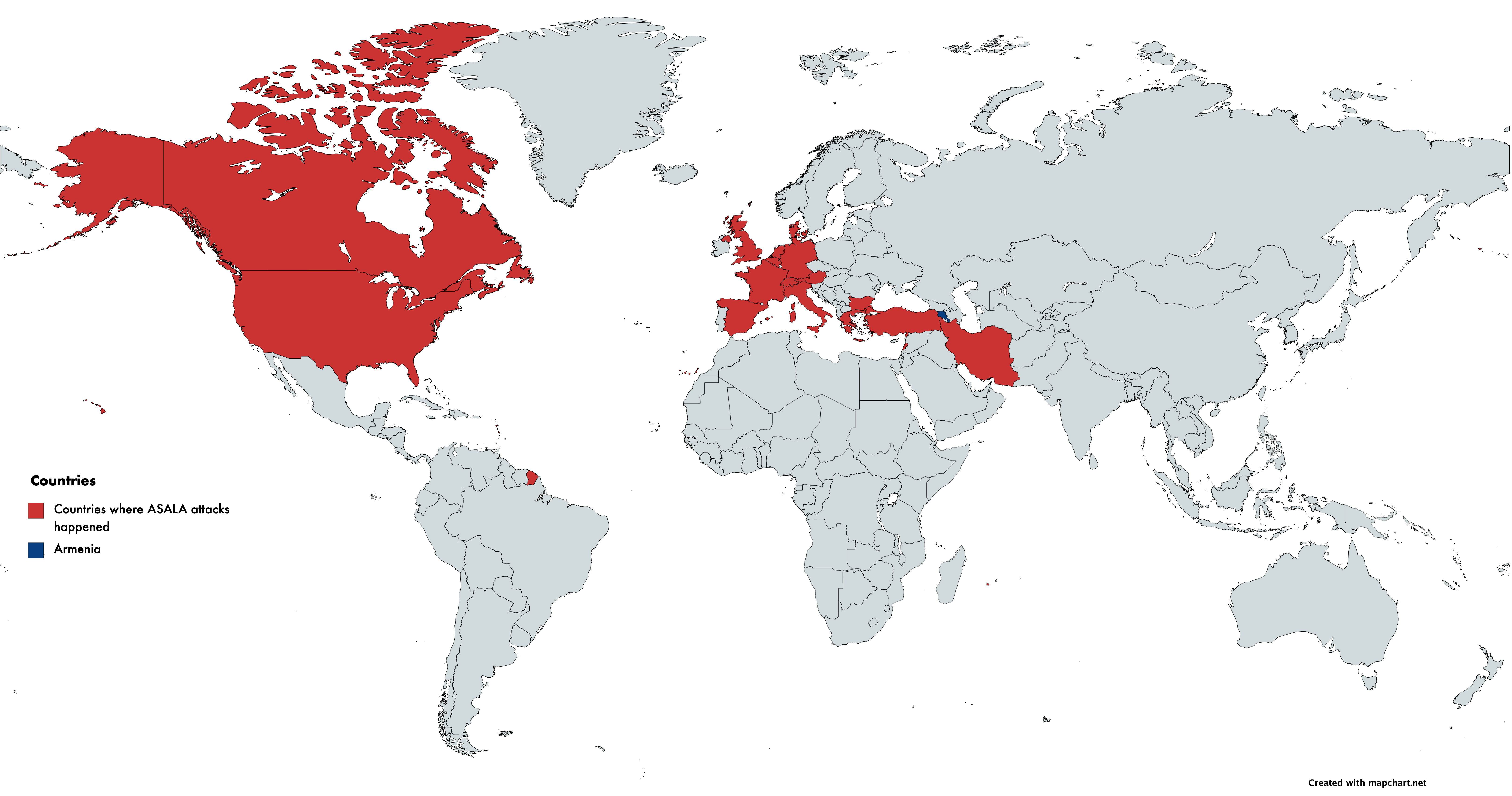
الدول التي شن فيها الجيش السري لتحرير أرمينيا هجمات بين 1975-1985

كان الهدفان السياسيان الرئيسيان للجيش السري لتحرير ارمينيا هما إجبار تركيا على الاعتراف بمسؤوليتها عن الإبادة الجماعية للأرمن في عام 1915 وإنشاء أرمينيا العظمى، والتي من شأنها أن توحد المناطق المجاورة التي كانت تخضع سابقًا لسيطرة الأرمن أو تحتوي على عدد كبير من الأرمن. بالإضافة إلى ذلك، ذكرت «المنظمة» في صحيفة قبرصية في عام 1983 أنها تدعم الاتحاد السوفيتي وتهدف إلى حشد الدعم من الجمهوريات السوفيتية الأخرى تجاه قضية القضاء على الاستعمار التركي. ساهمت هذه المطالب في تشكيل الأهداف السياسية التالية:

1. إنهاء الاستعمار التركي باستخدام العنف الثوري.
2. مهاجمة المؤسسات التركية وممثلي تركيا والدول الداعمة لها.
3. التأكيد على الاشتراكية العلمية باعتبارها الأيديولوجية الرئيسية لأرمينيا 

تصف المؤرخة فاطمة موجي جوتشيك الأهداف المعلنة للجيش السري لتحرير أرمينيا بأنها «صالحة» ولكن الوسائل المطلوبة لتحقيق هذه الأهداف، أي «القتل العمد [لأبرياء]» ليست عادلة، وبالتالي تجادل بأنها كانت منظمة إرهابية.

## العلاقات
كانت المنظمة مرتبطة بجماعات التحرير الفلسطينية مثل الجبهة الشعبية لتحرير فلسطين، وهي جماعة ماركسية مسلحة، كان مؤسس «الجيش السري لتحرير ارمينيا» هاكوب هاكوبيان عضوا فيها في شبابه. من خلال انخراطه مع الجماعات الفلسطينية، اكتسب هاجوبيان لقب «مجاهد». عزز ارتباط هاكوبيان المتعاطف مع حركات التحرير الفلسطينية أهداف «الجيش السري لتحرير ارمينيا» وساعد في تمهيد الطريق لتدريب «الجيش السري لتحرير ارمينيا» في نهاية المطاف مع جماعة فلسطينية أخرى، وهي منظمة التحرير الفلسطينية.

### علاقات محتمة
ترددت شائعات عن علاقات بين «الجيش السري لتحرير ارمينيا» مع المنظمات اليسارية / الماركسية المسلحة الأخرى في أوروبا وأوراسيا، بما في ذلك حزب العمال الكردستاني في كردستان، والكتائب الحمراء الإيطالية، وجماعة تحرير الباسك الإسبانية إيتا. بالإضافة إلى وجود صلات محتملة مع الجماعات اليسارية، كان لدى «الجيش السري» أيضًا روابط مع منظمة أرمنية أخرى، وهي جماعة مغاوير العدالة للإبادة الجماعية للأرمن، والتي على الرغم من كونها مجموعة قومية يمينية غالبًا ما تتنافس مع «الجيش السري»، كان لها أهداف سياسية مماثلة فيما يتعلق بإجبار تركيا على الاعتراف بدورها في الإبادة الجماعية للأرمن ورغبتها في إقامة وطن أرمني.

## الخلافات مع مغاوير العدالة للإبادة الجماعية للأرمن
نظرًا لأن "الجيش السري لتحرير أرمينيا" يتشارك في أهداف سياسية مماثلة مع المجموعة اليمينية المتشددة، وهي جماعة مغاوير العدالة للإبادة الجماعية للأرمن، غالبًا ما تتم مقارنة المجموعات أو يتم الخلط بينها؛ ومع ذلك، فإن "الجيش السري لتحرير أرمينيا" يميز نفسه عن "مغاوير العدالة للإبادة الجماعية للأرمن" بسبب أيديولوجيته الماركسية / اليسارية. وغالبًا ما انحاز "الجيش السري" إلى الاتحاد السوفيتي، بينما كانت أهداف مغاوير العدالة" القومية أكثر تركيزًا على إنشاء دولة أرمينية مستقلة. في حين أن مجموعة "مغاوير العدالة" أرادت أرمينيا حرة ومستقلة منفصلة عن الاتحاد السوفيتي، اعتبرت مجموعة "الجيش السري" الاتحاد السوفيتي "دولة صديقة"؛ لهذا السبب، كانت متظمة "الجيش السري" راضية عن البقاء جزءًا من الاتحاد السوفيتي طالما أنه يمكن توحيد الأجزاء الأخرى من الوطن الأرمني داخل كيان جمهورية أرمينيا الاشتراكية السوفياتية 

## الهجمات
وفقاً لموقع للمعهد التذكاري الوطني لمنع الإرهاب على الإنترنت، ان هناك 84 حادثة تتعلق بـ «الجيش السري» أسفرت عن مقتل 46 شخصًا وإصابة 299، بما في ذلك ما يلي:
في 22 أكتوبر 1975، اغتيل السفير التركي في النمسا دانيس توناليجيل على يد ثلاثة من أعضاء من «الجيش السري». وبعد يومين، قُتل السفير التركي في فرنسا إسماعيل إيريز وسائقه. وأعلن كل من «الجيش السري» و«مغاوير العدالة» مسؤوليتهما.
تم القبض على أول اثنين من مقاتلي «الجيش السري» في 3 أكتوبر 1980، وهما أليكس ينيكومشيان ووزي ماهسيريجيان، الذين أصيبوا بعد انفجار عرضي لقنبلة في فندق في جنيف.
أثناء هجوم القنصلية التركية عام 1981 في باريس (عملية فان) احتجز مسلحو «الجيش السري» 56 رهينة لمدة 15 ساعة؛ أصبحت أول عملية من نوعها. وطالب متشددون بالإفراج عن سجناء سياسيين في تركيا بينهم اثنان من رجال الدين الأرمن و5 أتراك و5 أكراد. تلقت تغطية العملية أحد أعلى المشاهدات التلفزيونية في فرنسا عام 1981. وكان من بين أولئك الذين دعموا المسلحين أثناء المحاكمة هنري فيرنويل،  ميلين مانوشيان، أرملة بطل المقاومة الفرنسية ميساك مانوشيان، والمغنية ليز سريان.
من أشهر هجمات «الجيش السري» هجوم مطار إيسينبوجا في 7 أغسطس 1982 في أنقرة، عندما استهدف أعضاؤه مدنيين غير دبلوماسيين لأول مرة. فتح مسلحان النار في غرفة انتظار ركاب مزدحمة واحتجز أحد منفذي إطلاق النار أكثر من 20 رهينة بينما ألقت الشرطة القبض على الثاني. إجمالاً، قُتل تسعة أشخاص وأصيب 82. وندد المتشدد المعتقل ليفون إكمكجيان بالهجوم في أعقابه وناشد أعضاء آخرين في «الجيش السري» وقف العنف.
في 10 أغسطس 1982، أضرم أرتين بينيك التركي من أصل أرمني النار في نفسه احتجاجًا على هذا الهجوم.
في 15 يوليو 1983، نفذ «الجيش السري» هجومًا في مطار أورلي بالقرب من باريس، قتل فيه 8 أشخاص وجرح 55، معظمهم ليسوا من الأتراك. نتج عن الهجوم انقسام في «الجيش السري» بين الأفراد الذين نفذوه وأولئك الذين اعتقدوا أن الهجوم جاء بنتائج عكسية. أدى الانقسام إلى ظهور مجموعتين، «الجيش الأرميني السري لتحرير أرمينيا المتشدد» بقيادة هاجوبيان و «الجيش الأرميني السري لتحرير أرمينيا الحركة الثورية» بقيادة مونتي ملكونيان. وبينما أصرت جماعة ملكونيان على شن هجمات ضد المسؤولين الأتراك والحكومة التركية بشكل صارم، تجاهلت جماعة هاكوبيان الخسائر التي لحقت بضحايا غير مقصودين وأعدمت أعضاء معارضين بانتظام.

### ردود الفعل
دفعت الهجمات المستمرة من قبل "الجيش السري" تركيا إلى اتهام قبرص واليونان وسوريا ولبنان والاتحاد السوفيتي باستفزاز أو ربما تمويل "الجيش السري". على الرغم من أنهم نفوا جميعا علاقتهم بالمنظمة، وتعرضت الجالية الأرمنية التركية لهجوم من قبل القوميين الأتراك كرد فعل على تصرفات المجموعة. أصبح هذا واضحًا بعد اغتيال أحمد بنلر في 12 أكتوبر 1979 على يد مسلحين أرمن في لاهاي. وأدى رد الفعل على الهجوم إلى تفجير كنيسة بطريركية الأرمن الرسوليين في اسطنبول في 19 أكتوبر / تشرين الأول انتقاما. في عام 1980 اعتقلت الحكومة التركية القس الأرميني الأب. مانويل يرغاتيان في مطار إسطنبول بسبب حيازته المزعومة للخرائط التي تشير إلى الأراضي الأرمنية داخل تركيا الحديثة وحكم عليه بالسجن 14 عامًا بسبب العلاقات المحتملة مع "الجيش السري. وتبنته منظمة العفو الدولية كسجين رأي، وخلصت إلى أن الأدلة ضده لا أساس لها. ووفقًا لتيسا هوفمان، فقد استخدم المسؤولون الأتراك في كثير من الأحيان اتهامهم بالتعاون مع "الجيش السري" والأوساط الأرمينية الأجنبية لتجريم جماعات المعارضة اليسارية التركية المتطرفة 

### هجمات ضد المنظمة
بعد هجوم «الجيش السري» على مطار إيسنبوغا الدولي في أغسطس 1982، أصدر رئيس تركيا آنذاك كنعان اورن مرسوما للقضاء على «الجيش السري». وقد أوكلت المهمة إلى إدارة العمليات الخارجية في جهاز المخابرات الوطني. قامت ابنة اورون، العضوة في جهاز الإستخبارات، بإدارة العملية مع رئيس دائرة المخابرات الخارجية متين (ميتي)غونيول، ومدير منطقة إسطنبول نوري غوندش.
تم القبض على ليفون إكمكجيان ووضعه في سجن ماماك في أنقرة. قيل له إن عليه الاختيار بين الاعتراف وإعدامه. بعد أن وعد بأن رفاقه لن يتعرضوا للأذى، كشف كيف عمل «الجيش السري» مع فريق بقيادة مسؤول الاتصال الرئاسي في جهاز المخابرات الوطني التركي وصهر إورن، إركان جورفيت. حوكم أمام محكمة عسكرية عسكرية في أنقرة، وحكم عليه بالإعدام. تم رفض استئنافه للحكم، وتم شنقه في 29 يناير 1983.

## الإنهيار
مع الغزو الإسرائيلي للبنان عام 1982، فقدت الجماعة الكثير من تنظيمها ودعمها. وسحبت المنظمات الفلسطينية المتعاطفة سابقًا، بما في ذلك منظمة التحرير الفلسطينية، دعمها وسلمت مواد إلى أجهزة المخابرات الفرنسية في عام 1983، تتضمن تفاصيل عن نشطاء «الجيش السري».واستهدفت إحدى الهجمات الأخيرة للجماعة، في 19 ديسمبر / كانون الأول 1991، سيارة الليموزين المضادة للرصاص التي كانت تقل السفير التركي في بودابست. ولم يصب السفير في الهجوم الذي تبناه «الجيش السري» في باريس.
اغتيل هاكوب هاكوبيان مؤسس «الجيش السري» على رصيف في حي راقٍ في أثينا، اليونان في 28 أبريل / نيسان 1988. أصيب بعدة رصاصات بينما كان يسير مع امرأتين في الساعة 4:30 صباحا. توفي العضو المخضرم هاكوب تاراكشيان بسبب السرطان في عام 1980. استمرت عمليات اغتيال الأعضاء السابقين في «الجيش الارميني السري لتحرير أرمينيا الحركة الثورية» في أرمينيا حتى أواخر التسعينيات.
وفقًا لمسؤول المخابرات الوطنية التركية، نوري غوندش، تم حل «الجيش السري» بعد اغتيال هاكوبيان. ووفقًا لمصادر تركية، فإن سببًا آخر هو سحب الدعم المالي من قبل الأرمن في الشتات بعد هجوم مطار أورلي عام 1983.
على الرغم من أن هجمات «الجيش السري» توقفت تقريبًا في أواخر الثمانينيات نتيجة لتشرذم المجموعة ونقص الدعم بعد هجوم أورلي عام 1983، إلا أن «الجيش السري» استمر بشكل أقل في التسعينيات، حتى بعد أن عانت المجموعة من مزيد من عدم التنظيم بعد اغتيال هاكوبيان في عام 1988 بالإضافة إلى هجوم «الجيش السري» المزعوم عام 1991 على السفير التركي في بودابست، كان آخر هجوم مزعوم لـ «الجيش السري» (على الرغم من أن بعض أعضاء ASALA قد دحضوا ذلك) في بروكسل في عام 1997. حيث تم تفجير السفارة التركية في بروكسل على يد شخص يدعى «جورجن يانيكيان» (الذي كان مرتبطًا تقليديًا بـ «الجيش السري») أصبح «الجيش السري» غير نشطة منذ ذلك الحين.

## الإعتراف بالمنظمة كجماعة إرهابية والتحقيقات
يشار إلى التنظيم المتشدد على أنه «منظمة إرهابية» في بعض الحالات. صنفت وزارة الخارجية الأمريكية جماعة «الجيش السري لتحرير أرمينيا» المسلحة كمنظمة إرهابية في تقريرها لعام 1989 المحفوظ من قبل المعهد التذكاري الوطني لمنع الإرهاب. يوصف «الجيش السري» بأنه «جماعة إرهابية أرمنية ماركسية لينينية تشكلت عام 1975».
أشار برلمان الاتحاد الأوروبي إلى منظمة «الجيش السري» المسلحة على أنها جماعة إرهابية علمانية نشطة في بلجيكا خلال السبعينيات والثمانينيات.
أشارت وكالة المخابرات المركزية إلى أعضاء «الجيش السري» المسلحين على أنهم إرهابيون ومنظمة «الجيش السري» المسلحة على أنها تهديد دولي مستمر في يناير عام 1984. كتب فرع تحليل الإرهاب في وكالة المخابرات المركزية الجمل التالية في تقريرهم الصادر في يناير 1984: «"يشكل "الجيش السري" تهديدًا متزايدًا لعدد من مصالح السياسة الأمريكية."،... يبدو أن العديد من دول أوروبا الغربية قد توصلت إلى تسوية مع "الجيش السري"، مما سمح للإرهابيين حرية مطاردة الأهداف التركية مقابل وعود بعدم مهاجمة المواطنين الأصليين ".»«رد الأتراك بغضب على ما يرون أنه لامبالاة أوروبية أو تواطؤ مع إرهاب أصالة» نقلاً عن وثائق وكالة المخابرات المركزية غير السرية.
كما ورد ذكر مقاتلي «الجيش السري» في تقرير وكالة المخابرات المركزية الأمريكية عن الإرهاب. الاقتباس التالي مذكور في قسم الإرهاب الأرمني بتاريخ 29 سبتمبر 1983 بتاريخ مراجعة الإرهاب لوكالة المخابرات المركزية: «الإرهابيون الأرمن يشكلون تهديدًا دوليًا متزايدًا».
استهدف هجوم «الجيش السري» الأخير في 19 ديسمبر 1991 سيارة الليموزين المضادة للرصاص التي كانت تقل السفير التركي في بودابست. ولم يصب السفير في الهجوم الذي تبناه «الجيش السري» في باريس. منذ هذا الهجوم، تعتبر المنظمة المتشددة غير نشطة وبالتالي لم تعد الولايات المتحدة أو المملكة المتحدة تدرج «الجيش السري» في قائمة المنظمات الإرهابية الأجنبية بعد الآن.
كانت غالبية التحقيقات في الدول الغربية التي وقعت فيها الهجمات غير حاسمة وظلت القضايا دون حل. وقالت الحكومة الأسترالية لوسائل الإعلام إنها أعادت فتح تحقيقها في اغتيال عام 1980 لاثنين من الدبلوماسيين الأتراك الذي قامت به منظمة «الجيش السري». عرضت الحكومة الأسترالية مكافأة قدرها مليون دولار أسترالي للقبض على منفذي الاغتيال بمناسبة الذكرى التاسعة والثلاثين لاغتيالات 1980.

## التورط المزعوم في قره باغ
في حرب مرتفعات قره باغ 2020، زعمت تركيا وأذربيجان أن أرمينيا جندت أعضاء من «الجيش السري» وحزب العمال الكردستاني للقتال إلى جانب جمهورية أرتساخ. تطوع العديد من الأرمن اللبنانيين في الجيش الأرمني.